# Тухинь
Тухинь — деревня в Калининском районе Тверской области. Входит в Медновское сельское поселение.

## География
Расположена на реке Тухинька в 27 км западнее Твери.

## История
Во время Великой Отечественной войны в декабре 1941 года в деревне вела бои 246-я стрелковая дивизия 29-й армии.